# さいたま市立美園小学校
さいたま市立美園小学校（さいたましりつ みそのしょうがっこう）は、埼玉県さいたま市緑区美園五丁目にある公立小学校。

## 規模
市内で最も新しい小学校であったが、児童数がみそのウイングシティの開発に伴い増加しているため、埼玉スタジアム2002南側に美園北小学校が建設され、2019年4月に分離独立している。

## 沿革
- 2012年（平成24年）
  - 4月1日 - さいたま市立大門小学校・さいたま市立野田小学校・さいたま市立新和小学校[2]から分離独立し、さいたま市立美園小学校として開校。
  - 4月9日 - 開校式と第1学期始業式及び第1回入学式挙行。開校時点の児童数539名・学級数19学級・教職員51名でスタートを切った。
  - 5月24日 - PTA臨時総会開催。
  - 11月21日 - 落成式挙行。
- 2013年（平成25年）3月22日 - 第1回卒業証書授与式挙行。
- 2017年（平成29年）3月31日 - 仮設校舎完成。
- 2019年（平成31年・令和元年）
  - 3月26日 - 美園北小学校開校に伴う分校式挙行。
  - 12月26日 - 仮設校舎取り壊し。
- 2021年（令和3年）2月16日 - V2Xが完成し、説明・引き渡しが行われた。

### この節の出典
- 美園小学校沿革（学校ホームページ内） (PDF)

## 学区
- 緑区美園5〜6丁目

## 交通
- 国際興業バス「浦02」・「浦02S」・「岩11-3」・「岩11-3S」の各系統で、「野台団地西」バス停下車後、徒歩約270m・約5分（直線距離は約90mと近いが、道路の関係で遠廻りとなる）。
  - JR東日本浦和駅（東口）、JR東日本・埼玉高速鉄道東川口駅（北口）、東武鉄道岩槻駅から、上述の国際興業バスで、「野台団地西」バス停下車後、徒歩。
- 埼玉高速鉄道浦和美園駅から、
  - 上述の国際興業バス「浦和02」で「野台団地西」バス停下車後、徒歩。
  - 駅から徒歩10分。